# Sara Shimizu
Sara Shimizu (Ōtsu, 12 novembre 2009) è una snowboarder statunitense specializzata nell’halfpipe.

## Biografia
Attiva in gare FIS dal 2022 e specializzata nell’halfpipe, Shimizu ha esordito in Coppa del Mondo l’8 dicembre 2024, giungendo 5ª a Secret Garden nella gara vinta dalla statunitense Maddie Mastro. Il 20 dicembre successivo ha ottenuto il suo primo podio, nonché la prima vittoria, nel massimo circuito, imponendosi a Copper Mountain. Ai Mondiali di Engadina 2025 ha ottenuto la sua prima medaglia iridata, l'argento nell'halfpipe.

## Palmarès

### Mondiali
- 1 medaglia
  - 1 argento (halfpipe a Engadina 2025)

### Winter X Games
- 1 medaglia:
  - 1 bronzo (superpipe ad Aspen 2025)

### Coppa del Mondo
- 2 podi:
  - 1 vittoria
  - 1 terzo posto

#### Coppa del mondo - vittorie
| Data             | Luogo           | Paese       | Disciplina |
| ---------------- | --------------- | ----------- | ---------- |
| 20 dicembre 2024 | Copper Mountain | Stati Uniti | HP         |

Legenda:

HP = Halfpipe